# Rezerwat przyrody Ciosny
Rezerwat przyrody Ciosny – florystyczny rezerwat przyrody położony w gminie Zgierz, w powiecie zgierskim, w województwie łódzkim, na północ od Zgierza, na terenie wsi Rosanów, na obszarze Wysoczyzny Łaskiej. Został utworzony zarządzeniem Ministra Leśnictwa i Przemysłu Drzewnego w 1971. Obecnie powierzchnia rezerwatu wynosi 2,37 ha.
Rezerwat chroni unikatowe, naturalne skupisko wyjątkowo okazałych jałowców w wieku ok. 160 lat rosnących na wydmach śródlądowych powstałych kilkanaście tysięcy lat temu z piasków polodowcowych. Rośnie tu około 8 tysięcy jałowców. Grubość pni niektórych okazów dochodzi do 5 centymetrów, a wysokość nawet do 5–6 metrów. Krzewy tworzą tu szerokie kilkunastometrowe rozłożyste kępy.

## Dojście
Ze Starego Rynku w Zgierzu prowadzi do rezerwatu 9-kilometrowy  zielony pieszy Szlak do Rezerwatu Ciosny.